# Floyd Kemske
Floyd Kemske (* 11. März 1947 in Wilmington, Delaware, USA) ist ein US-amerikanischer Autor.

## Leben
Floyd Kemske promovierte an der Universität Michigan über amerikanische Geschichte.
Er war im Universitätsmanagement und als Journalist tätig.
Als Herausgeber verschiedener Wirtschaftsmagazine schrieb er über Management- und Firmenstrukturkrisen.
1980 war Kemske Herausgeber des Science-Fiction-Magazins Galaxy.
Floyd Kemske ist verheiratet und lebt seit 1992 in Massachusetts.
Er arbeitet als freischaffender Autor und Unternehmensberater.

## Bücher
- Labor Day: A Corporate Nightmare, Catbird Pr (August 2000), ISBN 0-945774-48-6, ISBN 978-0-945774-48-8
- The Third Lion: A Novel about Talleyrand, Catbird Pr; Auflage: New. (Oktober 1997), ISBN 0-945774-37-0, ISBN 978-0-945774-37-2
- Human Resources: A Business Novel (deutsch: Bilanz der Vampire), Nicholas Brealey Publishing (30. Mai 1996), ISBN 1-85788-114-1, ISBN 978-1-85788-114-1
- The Virtual Boss, Catbird Pr; Auflage: Ex-library/stated first Edition (September 1993), ISBN 0-945774-22-2, ISBN 978-0-945774-22-8
- Lifetime Employment, Catbird Pr; Auflage: New. (September 1992), ISBN 0-945774-18-4, ISBN 978-0-945774-18-1

Diese Bücher sind in englischer Sprache kostenlos als PDF-Datei auf der Homepage des Autors erhältlich.

## Bücher zusammen mit anderen Autoren
- Robert Pernick, Floyd Kemske: The Varieties of Leadership at Novarum Pharmaceuticals, Information Age Publishing (1. Oktober 2009), ISBN 1-60752-223-3, ISBN 978-1-60752-223-2
- Donna Baier Stein, Floyd Kemske: Write on Target: Direct Marketer's Copywriting Handbook, McGraw-Hill Contemporary (Februar 1997), ISBN 0-8442-5914-4, ISBN 978-0-8442-5914-7